# Jean Louis Cayart
Jean Louis Cayart, aussi appelé Ludwig Cayart, né en 1645 à La Capelle, royaume de France, et mort le 30 avril 1702 à Berlin dans le royaume de Prusse, est un architecte et ingénieur français, huguenot exilé dans le duché de Brandebourg.

## Biographie
Il est un élève de Sébastien Le Prestre de Vauban. En exil, il entre au service brandebourgeois en 1692 (ou dès 1687) et figure sur les listes de l'armée du Prince électeur avec le grade de major. En 1795, il serait devenu ingénieur en chef. Il contribue à l'expansion des forteresses de Wesel, Küstrin, Driesen, Kolberg et Magdebourg, entre autres. Dans l'armée, il accède au grade de colonel.
À Berlin, il travaille également à des bâtiments civils. De 1692 à 1695, il travaillé avec Johann Arnold Nering à la reconstruction du pont Lange Brücke à Berlin. L'église française Friedrichstadtkirche (de), intégrée plus tard dans la Cathédrale française, est construite sur ses plans pour les réfugiés protestants. Commencée en 1701, la construction est poursuivie après la mort de Cayart par Abraham Quesnay (1666-1756) et achevée en 1705.

## Source
- Uwe Kieling, Berlin - Baumeister und Bauten: Von der Gotik bis zum Historismus, VEB Tourist Verlag, Berlin/Leipzig, 1987  (ISBN 3-350-00280-3).